# كارلوس كوادرادو
كارلوس كوادرادو (بالإسبانية: Carlos Cuadrado)‏ مواليد 1 يونيو 1983 في برشلونة، هو لاعب كرة مضرب إسباني سابق وكان يلعب باليد اليمنى، اعتزل اللعب في 2006. أعلى تصنيف له في الفردي كان المركز الـ 222 في سنة 2006. أعلى تصنيف له في الزوجي كان المركز الـ 506 في سنة 2002.

## روابط خارجية
- كارلوس كوادرادو على موقع رابطة محترفي التنس (الإنجليزية)
- كارلوس كوادرادو على موقع الاتحاد الدولي لكرة المضرب (الإنجليزية)
- كارلوس كوادرادو على موقع خلاصة التنس.كوم (الإنجليزية)